# Hetreulophus
Hetreulophus is een geslacht van vliesvleugeligen uit de familie Pteromalidae. De wetenschappelijke naam van dit geslacht is voor het eerst geldig gepubliceerd in 1915 door Girault.

## Soorten
Het geslacht Hetreulophus omvat de volgende soorten:
- Hetreulophus bifasciatifrons Girault, 1915
- Hetreulophus eupelmoideus (Girault, 1927)
- Hetreulophus voltairei Girault, 1921